# Protásio Alves
Protásio Antônio Alves (Rio Pardo, 21 de março de 1859 — Porto Alegre, 5 de junho de 1933) foi um médico e político brasileiro.
Filho de Patrício Antonio Alves e de Candida Carolina Avila Alves. Casou com Geralda Velho Cardia em 29 de maio de 1886. Diplomado médico pela Faculdade de Medicina do Rio de Janeiro em 1881, onde obteve um doutorado em medicina em 1882, com a tese "Paralelo entre a divulsão e a uretrotomia interna". De 1883 a 1885 especializou-se na Europa, estudando em Viena, Berlim e Paris. Em Viena estudou cirurgia com Theodor Billroth.
Professor Catedrático de Obstetrícia, foi o primeiro diretor da Faculdade Livre de Medicina e Farmácia de Porto Alegre, de 1898 a 1904 e de 1905 a 1907. Como diretor presidiu a cerimônia de formatura da primeira turma de médicos da faculdade, composta por dez homens e uma mulher.
Foi desde jovem membro ativo do Partido Republicano Rio-grandense (PRR), tendo sido eleito deputado à Assembléia Constituinte Estadual do Rio Grande do Sul em 1891.
Foi vice-presidente de província (equivalente atual a vice-governador) por duas vezes do Rio Grande do Sul, de 1918 a 1923 e de 1923 a 1928. Fundou em 1897 o Curso de Partos, anexo à Santa Casa de Misericórdia de Porto Alegre, juntamente com Deoclécio Pereira e Sebastião Leão. Foi também seu primeiro diretor, de 1898 a 1904 e depois, num segundo período, de 1905 a 1907. Foi um dos fundadores da Faculdade de Medicina da Universidade Federal do Rio Grande do Sul, juntamente com o Dr. Eduardo Sarmento Leite.
Foi o primeiro Diretor de Higiene do Estado do Rio Grande do Sul, vinculado à Secretaria do Interior e Exterior. Promovido ao cargo de Secretário do Interior e Exterior em 1906, deixou o cargo somente em 1928, no governo de Getúlio Vargas. Desde o início de seu mandato teve grande preocupação em criar laboratórios de análise no estado e defender o investimento em saneamento básico de forma a valorizar o capital humano. Também concentrou-se na luta contra a tuberculose, insistindo na construção de sanatórios.
Em 1920 organizou a implantação de centros de combate à ancilostomíase, realizando um convênio com a Fundação Rockefeller dos Estados Unidos. Postos foram instalados inicialmente em Montenegro e Torres, depois em Conceição, cidades onde o índice de contaminação por verminoses passava de 98%.
Presidiu a comissão organizadora do 9° Congresso Médico Brasileiro realizado em 1926 em Porto Alegre.
Sepultado no Cemitério da Santa Casa de Misericórdia de Porto Alegre, junto com sua mulher, morta em 18 de janeiro de 1929.